# (20016) Rietschel
(20016) Rietschel ist ein Asteroid des Hauptgürtels, der am 8. Oktober 1991 vom deutschen Astronomen Freimut Börngen an der Thüringer Landessternwarte Tautenburg (IAU-Code 033) in Thüringen entdeckt wurde.
Benannt wurde der Asteroid am 9. Mai 2001 nach dem deutschen Bildhauer des Spätklassizismus Ernst Rietschel (1804–1861), der einer der bedeutendsten Denkmalkünstler seiner Zeit war und unter anderem das Lessing-Denkmal in Braunschweig schuf.